# Eriopyga melanogaster
Eriopyga melanogaster là một loài bướm đêm trong họ Noctuidae.